# Gulaphallus bikolanus
Gulaphallus bikolanus är en fiskart som först beskrevs av Herre 1926.  Gulaphallus bikolanus ingår i släktet Gulaphallus och familjen Phallostethidae. Inga underarter finns listade i Catalogue of Life.